# Károly Ferenc Szabó
Károly Ferenc Szabó (ur. 29 sierpnia 1943 w Deju, zm. 25 stycznia 2011 w Carei) – rumuński polityk węgierskiego pochodzenia, działacz mniejszości węgierskiej, wieloletni senator, w 2007 deputowany do Parlamentu Europejskiego VI kadencji.

## Życiorys
Ukończył w 1967 studia z zakresu elektromechaniki w Instytucie Politechnicznym w Klużu-Napoce. Pracował jako inżynier i główny inżynier w różnych przedsiębiorstwach w Oradei. W latach 80. zajmował stanowisko kierownika sekcji w przedsiębiorstwie przemysłowym.
Zaangażował się w działalność Demokratycznego Związku Węgrów w Rumunii. W 1990 po raz pierwszy został członkiem rumuńskiego Senatu. Czterokrotnie (w 1992, 1996, 2000 i 2004) uzyskiwał reelekcję. W wyższej izbie krajowego parlamentu, w której reprezentował okręg Satu Mare, zasiadał do 2008.
Po przystąpieniu Rumunii do Unii Europejskiej 1 stycznia 2007 objął mandat eurodeputowanego jako przedstawiciel UDMR w delegacji krajowej. Został członkiem grupy chadeckiej oraz Komisji Wolności Obywatelskich, Sprawiedliwości i Spraw Wewnętrznych. Z PE odszedł 9 grudnia 2007, kiedy to w Europarlamencie zasiedli deputowani wybrani w wyborach powszechnych.